# Alexandrya Evans
Alexandrya Evans (Saint Croix, 1986) è una modella statunitense, incoronata Miss Isole Vergini Americane 2011 il 5 giugno 2011 presso il Wyndham Sugar Bay Resort sull'isola di Saint Thomas. In qualità di rappresentante ufficiale delle Isole Vergini Americane, la Evans ha partecipato a Miss Universo 2011, che si è tenuto a São Paulo, in Brasile il 12 settembre 2011.